# Дежурни кривци
Дежурни кривци (енгл. The Usual Suspects) је амерички филм из 1995. године који је режирао Брајан Сингер. Главне улоге тумаче Стивен Болдвин, Габријел Берн, Бенисио дел Торо, Чез Палминтери, Кевин Полак и Кевин Спејси.
Филм прати испитивање Роџера Кинта, званог Вербал, богаља који је један од двојице преживелих масакра и пожара на броду у луци Сан Педро у Лос Анђелесу. Он прича агенту увијену причу о догађајима који су довели њега и четворицу других криминалаца до брода, и о мистериозном мафијашком шефу познатог као Кајзер Созе који им је дао тај посао. Користећи флешбек и нарацију, Кинтова прича постаје веома сложена.
Филм Дежурни кривци је снимљен са буџетом од 6 милиона долара, а на благајнама зарадио преко 34 милиона долара. Приказан је ван такмичарске конкуренције на Канском филмском фестивалу 1995. године. Сценариста Маквори је добио Оскара за најбољи сценарио, а Спејси за најбољег споредног глумца.

## Радња
Само двојица људи преживела су смртоносни окршај и пожар који је након њега уследио на броду усидреном у луци у Сан Педру: један је мађарски криминалац, Аркош Kовач, који се налази у болници са јаким опеклинама, а други је ситни криминалац и преварант Роџер „Вербал” Kинт који болује од церебралне парализе. Ускоро у Сан Педро долазе агент ФБИ-ја Џек Баер, као и агент царинске службе Дејв Kујан, намамљени извештајима о томе да је турски криминалац Kајзер Созе умешан у наведени инцидент. Kако ће Вербал касније објаснити, Созе има митску и осветничку репутацију − убио је, наиме, властиту породицу након што су их припадници мађарске мафије држали као таоце како би показао своју одрешитост, а након што је убио све осим једног отмичара нестао је, држећи свој прави идентитет скривеним и изолујући се чак и од властитих људи који нису знали ни за кога заправо раде.
Док се Баер налази у болници покушавајући од Ковача добије опис Созеовог физичког изгледа, Kујан у неуредној канцеларији локалне полицијске станице започиње са испитивањем Вербала о догађајима који су довели до окршаја и пожара у замену за његов готово потпуни правни имунитет. Вербалова прича, испричана у флешбековима, започиње шест недеља пре инцидента када су се он и још четворица других криминалаца нашли у полицијској станици у Њујорку као осумњичени за пљачку пошиљке оружја. Остала четворица укључују Дина Kитона, корумпираног бившег полицајца који је наводно дигао руке од криминалних активности; Мајкла Макмануса, професионалног лопова; Фреда Фенстера, Макманусовог партнера који прича енглески језик са јаким нагласком; и Тода Хокнија, отмичара. Док се заједно налазе у притвору, Макманус уверава остале да би требало да се освете полицији тако што ће пресретнути кријумчара накита којег прате корумпирани полицајци и опљачкати га. Њих петорица одлазе у Лос Анђелес где размењују робу са Редфутом, Макманусовим контактом. Редфут им у том тренутку нуди још једну потенцијалну операцију. Њих петорица прихватају и изводе пљачку, али откривају да је пошиљка заправо кокаин, а не накит као што су првобитно мислили. Током сукоба са Редфутом, он им открива да је посао договорио адвокат по имену Кобајаши.
Кобајаши ускоро сам прилази групи криминалаца и говори им да ради за Созеа. Такође им открива да о свима њима поседује детаље њихових криминалних активности још од ране младости и како су сва петорица – свако на различити начин – у једном тренутку преварили Созеа без да су то уопште знали. Обавештава их да ће Созе заборавити на све то уколико пристану да униште пошиљку кокаина вредну 91 милион долара коју Аргентинци намеравају да продају Мађарима, па ће им дозволити да задрже готовину која ће се том приликом разменити; ако не успеју, Созе ће побити све њихове пријатеље и породице.
Те исте ноћи Фенстер бежи, а остала четворица проналазе његово тело на месту где им је Кобајаши рекао да ће бити. Они покушају да остваре предност тако што отму Кобајашија у његовој канцеларији, али им он у том тренутку открива да се Иди Финеран – Kитонова адвокатица и девојка – налази у једној од Кобајашијевих канцеларија, као и да ће бити убијена ако они не обаве посао до краја. Без могућности избора, остали пристају на план. У ноћи акције, Kитон говори Вербалу да остане у позадини свих догађаја и да – у случају да план не успе – узме новац и однесе га Иди која ће му сигурно помоћи. Kитон и остали убијају Аргентинце и Мађаре, па он и Макманус након тога одлазе на брод у потрази за дрогом коју не успевају да нађу. Макманус, Хокни и човек закључан у бродској кабини ускоро бивају убијени од стране непознатог убице. Тај исти непознати убица ускоро убије и Kитона након чега запали брод, док све то Вербал посматра из даљине. Вербал је уверен да је непознати убица сам Kајзер Созе.
Вербал завршава своју причу, али Kујан у њу не верује, инсистирајући на мишљењу да је Kитон заправо Созе будући се на броду налазила особа имена Артуро Маркез – кријумчар дроге који је избегао гоњење тврдећи да може да идентификује Созеа. Kујан сматра да су Аргентинци продавали Маркеза Созеовим ривалима – мађарској мафији, а да је Kитон искористио пљачку како би скренуо пажњу и успео да убије Маркеза. Kујан надаље објашњава Kитонов идентитет због тога што је Иди суделовала у процесу изручења Маркеза и како је и она пронађена мртва. Вербал у сузама признаје да је цео план био Kитонова идеја и одбија даље сведочење, али пре него што буде поновно притворен за њега је плаћено јемство. Kујан пушта Вербала да оде да покупи своје ствари, па седа у канцеларију у којој га је цело време испитивао и започиње да размишља о Вербаловој причи. Након неколико тренутака препозна пар имена и концепата из Вербалове приче који одговарају папирима и осталим стварима разбацанима у неуредној канцеларији попут имена „Кобајаши” (произвођач шољица за кафу). У том тренутку Kујан схвата да је комплетна Вербалова прича била фабрикација те открива да је он заправо Kајзер Созе.
Kујан истрчава из полицијске станице како би ухватио Вербала баш у тренутку када у њу долази факс са цртежом који одговара Созеовом опису. Изван полицијске станице, Вербал почиње нормално да хода (чиме се открива да уопште не болује од церебралне парализе) и улази у аутомобил којим управља Кобајаши, па се њих двојица одвозе пре него што Kујан може да их примети. Филм се завршава Вербаловим цитатом о Созеу: „Највећи трик који је ђаво извео је то да је убедио свет да он не постоји. И онда је само тако нестао.”

## Улоге
| Глумац            | Улога                                                 |
| ----------------- | ----------------------------------------------------- |
| Стивен Болдвин    | Мајкл Макманус                                        |
| Габријел Берн     | Дин Китон                                             |
| Бенисио дел Торо  | Фред Фенстер                                          |
| Кевин Полак       | Тод Хокни                                             |
| Кевин Спејси      | Роџер „Вербал” Кинт                                   |
| Чез Палминтери    | Дејв Кујан, специјални агент америчке царинске службе |
| Пит Послтвејт     | Кобајаши                                              |
| Сузи Ејмис        | Иди Финеран                                           |
| Ђанкарло Еспозито | Џек Баер                                              |
| Ден Хедаја        | наредник Џеф Рејбин                                   |
| Питер Грин        | Редфут (непотписан)                                   |
| Кастуло Гуера     | Артуро Маркес                                         |